# Tormenta tropical Chalane
La tormenta tropical Chalane, o tormenta tropical severa Chalane, fue un ciclón tropical que tocó tierra en Madagascar y Mozambique y afectó a Zimbabue en diciembre de 2020. Como cuarta depresión tropical, tercera tormenta nombrada y segunda tormenta tropical severa de la temporada de ciclones en el suroeste del Índico de 2020-21, Chalane se desarrolló a partir de una zona de alteraciones meteorológicas que fue monitoreada por primera vez en el RSMC La Réunion el 19 de diciembre de 2020. A pesar de que las condiciones se volvieron lentamente desfavorables, el sistema se transformó en una depresión tropical el 23 de diciembre debido a la presencia de una onda Kelvin y una onda Rossby ecuatorial, así como a temperaturas cálidas de la superficie del mar. La depresión pronto se convirtió en tormenta tropical Chalane al día siguiente. Chalane tocó tierra en Madagascar el 26 de diciembre y se debilitó, antes de emerger al canal de Mozambique un par de días después. Posteriormente, Chalane se fortaleció antes de tocar tierra en Mozambique el 30 de diciembre. El sistema se debilitó a medida que avanzaba tierra adentro, degenerando en un remanente bajo más tarde ese día. Sin embargo, los remanentes de Chalane continuaron moviéndose hacia el oeste durante varios días más, emergiendo hacia el Atlántico Sur el 3 de enero de 2021, antes de disiparse ese mismo día.
A medida que Chalane se fortaleció, comenzó la coordinación de suministros de emergencia en Madagascar, Mozambique y Zimbabue, y el Centro Conjunto de Advertencia de Tifones (JTWC) emitió una Alerta de Formación de Ciclones Tropicales (TCFA). A fines del 26 de diciembre, Chalane tocó tierra en Madagascar y provocó inundaciones. Pero en general, hubo pocos daños. Chalane fue degradado a depresión tropical a su paso por Madagascar. El 30 de diciembre Chalane, ahora una tormenta tropical severa, hizo impacto en Mozambique: varias instituciones resultaron dañadas, pero Chalane causó menos daños de lo esperado. El mismo día, Chalane tocó tierra en Zimbabue, antes de descender a un mínimo remanente que estuvo provocando algunas lluvias en los países vecinos. En total, siete personas murieron en Mozambique y se desconocen los daños causados por la tormenta.

## Historia meteorológica

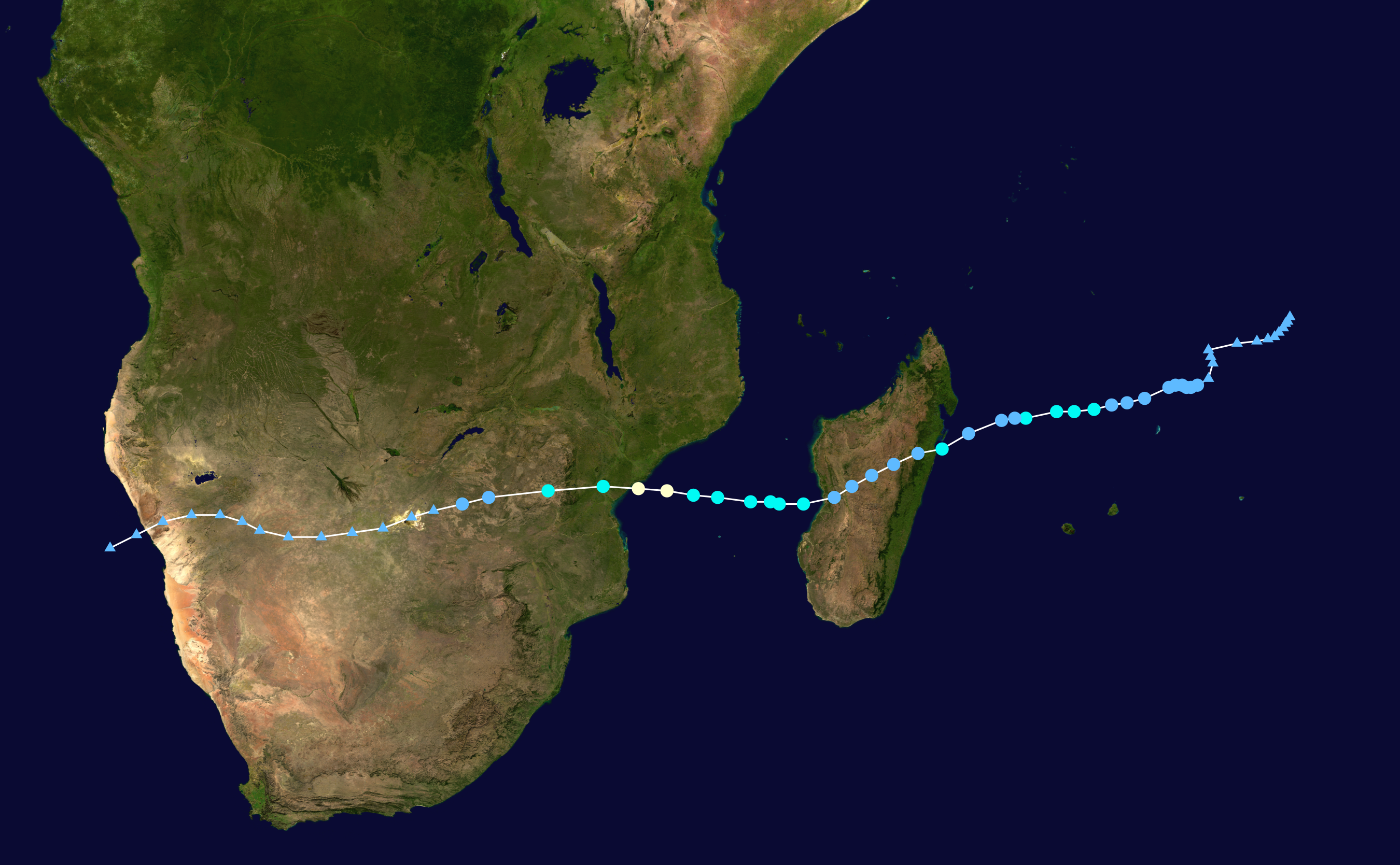
Mapa que traza la trayectoria y la intensidad de la tormenta, de acuerdo con la escala de huracanes de Saffir-Simpson

El 19 de diciembre de 2020, el RSMC La Réunion comenzó a monitorear una zona de alteraciones del clima situada aproximadamente a 830 km (515 millas) al suroeste de Diego García. El sistema se ubicó en un ambiente favorable para la intensificación debido a la presencia de una onda Kelvin y una onda Rossby ecuatorial, así como a temperaturas cálidas en la superficie del mar. Chalane experimentó una cizalladura vertical del viento de baja a moderada y un buen flujo de salida en los niveles superiores. Las condiciones comenzaron a deteriorarse durante los siguientes días a medida que el sistema serpenteaba hacia el oeste, sin embargo, la tormenta logró alcanzar el estado de depresión tropical el 23 de diciembre cuando la cizalladura del viento del norte comenzó a afectar la tormenta, lo que provocó que la mayor parte de la actividad de la tormenta y los vientos se localizaran. al sur del centro. Aproximadamente un día después, a las 06:00 UTC del 24 de diciembre, la depresión se fortaleció hasta convertirse en tormenta tropical moderada Chalane cuando el paso del dispersómetro reveló vientos huracanados en el lado sur del campo de vientos altamente asimétrico. Dado que la tormenta se estaba alineando con la cresta subtropical, Chalane comenzó a fortalecerse, con vientos que alcanzaron los 75 km/h (45 mph) a medida que disminuía la cizalladura del viento. Casi al mismo tiempo, el Centro Conjunto de Advertencia de Tifones emitió una Alerta de Formación de Ciclones Tropicales (TCFA). A las 21:00 UTC de ese día, el JTWC designó a Chalane como tormenta tropical 07S.
Sin embargo, Chalane continuó luchando contra los efectos de la fuerte cizalladura del viento del norte-noreste. Pasó justo al sur de la isla Tromelin el 25 de diciembre, donde se registró una lectura de presión de 1001,5 hPa (29,57 inHg), lo que indica que Chalane probablemente se había debilitado mientras también mostraba un patrón de nubes en deterioro, por lo que Chalane fue degradado de nuevo a depresión tropical el 18:00 UTC ese día. Lentamente, Chalane continuó hacia el oeste hacia la costa malgache como una depresión tropical. La actividad convectiva permaneció desorganizada mientras el centro aceleraba hacia el oeste hasta tocar tierra el 26 de diciembre a las 18:00 UTC en Mahavelona en Madagascar. Chalane degeneró en una depresión superficial poco después, el 27 de diciembre, aunque su centro aún permaneció intacto. MFR cesó las advertencias en este momento, ya que la re-intensificación era incierta. Chalane pasó por Madagascar durante el resto del día, antes de emerger por el canal de Mozambique el 28 de diciembre, donde se reanudaron los avisos y Chalane volvió a convertirse en una depresión tropical. Seis horas después, Chalane volvió a intensificarse en una tormenta tropical moderada una vez más, con el desarrollo de una banda curva. Chalane continuó fortaleciéndose con un nublado denso central combinado con la banda curva que se hace evidente en las imágenes de satélite. Chalane ganó el estado de tormenta tropical severa a las 06:00 UTC del 29 de diciembre con la formación de una pared del ojo. Chalane continuó ganando fuerza lentamente mientras se encontraba en su entorno favorable, ganando fuerza máxima 12 horas después con vientos máximos sostenidos de 110 km/h (70 mph) y una presión de 983 hPa (29.03 inHg). Poco después de alcanzar su punto máximo, Chalane tocó tierra al norte de Beira en Mozambique el 30 de diciembre y se debilitó. Chalane degeneró en un remanente bajo más tarde ese día sobre Zimbabue, ya que toda la actividad de tormentas había cesado, y el MRF emitió su aviso final sobre la tormenta. Sin embargo, los remanentes de Chalane continuaron hacia el oeste durante los siguientes días, emergiendo hacia el Atlántico Sur el 3 de enero de 2021, antes de disiparse poco después.

## Preparaciones e impacto
El 24 de diciembre, cuando Chalane se convirtió en tormenta tropical, los funcionarios de Madagascar, Mozambique y Zimbabue comenzaron a coordinar los suministros disponibles para los preparativos para la tormenta. Mientras tanto, el Departamento de Cambio Climático y Servicios Meteorológicos advirtió que Chalane podría traer fuertes vientos, fuertes lluvias e inundaciones en Malawi.

### Mozambique

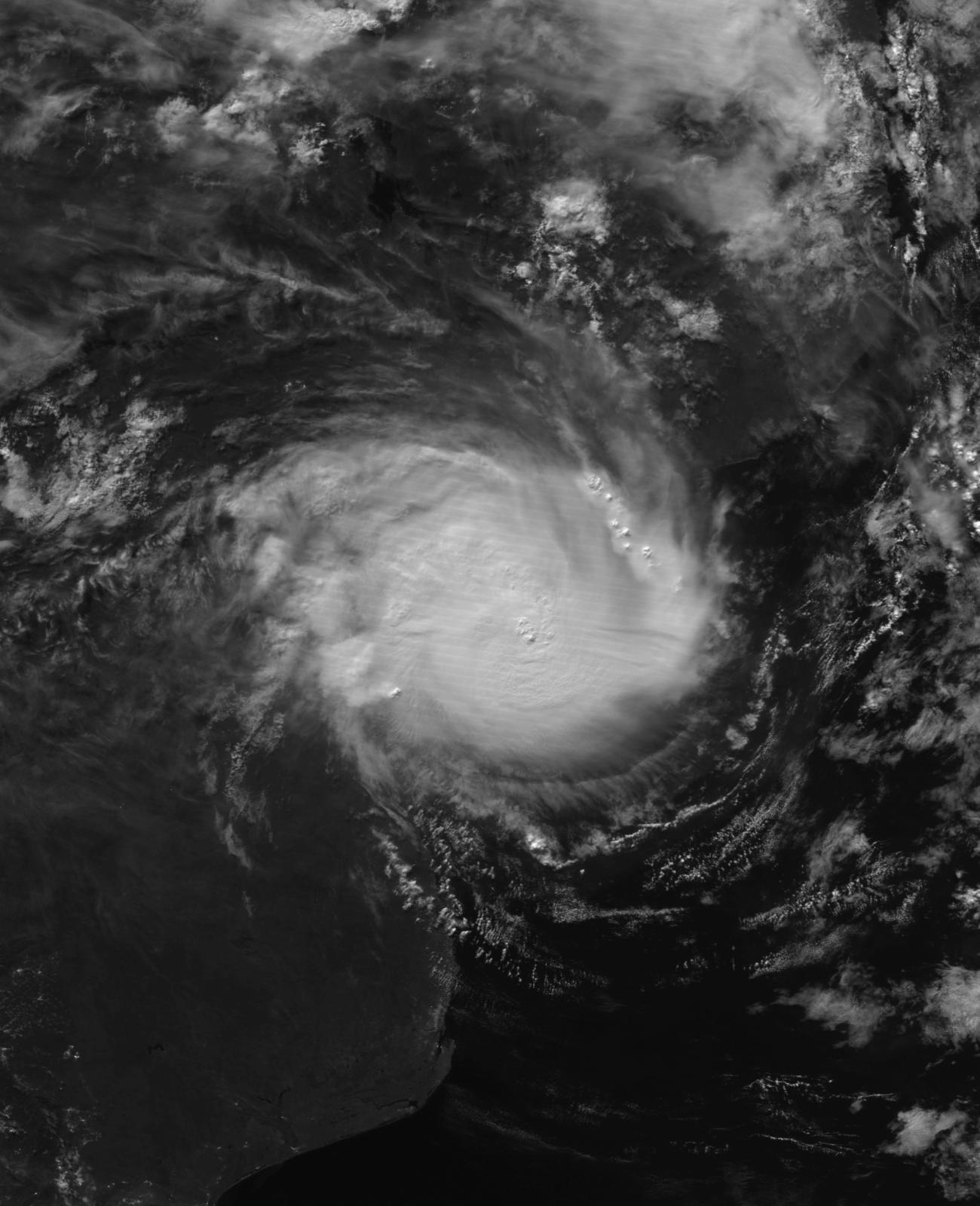
Vista de imagen del satélite, la tormenta tropical severa Chalane cerca de tocar tierra en Mozambique el 29 de diciembre de 2020

Antes de la tormenta, en Mozambique, funcionarios de la provincia de Zambezia entregaron kits a las personas que se encontraban en el camino de la tormenta. Además, el gobierno ha evacuado a las personas que viven en el camino de la tormenta o cerca de los ríos a áreas más seguras. La ciudad portuaria de Beira cerró entre el 29 de diciembre y el 31 de diciembre por encontrarse en el camino de desembarco de Chalane. LAM Mozambique Airlines canceló vuelos desde Beira, Chimoio, Nampula, Quelimane y Tete. Los funcionarios gubernamentales han emitido advertencias de tormenta tropical de nivel rojo (alto riesgo) para las provincias de Sofala y Manica, advertencia de tormenta tropical de nivel naranja (riesgo moderado) para la provincia de Zambezia y advertencia de tormenta tropical de nivel amarillo (riesgo bajo) para la provincia de Inhambane. Como si la región no hubiera sido ya críticamente devastada por el ciclón Idai en 2019 con miles de desplazados de sus hogares, Chalane tocó tierra temprano en la mañana del 30 de diciembre, con vientos máximos sostenidos de 45 nudos (85 kph, 50 mph). Los funcionarios declararon que Chalane hizo menos daño de lo esperado. Desafortunadamente, siete murieron en las provincias de la provincia de Sofala y la provincia de Manica, todos por ahogamiento en las inundaciones. Otras diez resultaron heridas. Según informes preliminares del Instituto Nacional de Gestión de Desastres (INGC), en la provincia de Sofala, al menos 10.930 personas (2.186 familias) han sido afectadas por Chalane. Aproximadamente 1.156 casas fueron destruidas y 1.439 dañadas, aproximadamente 272 tiendas de campaña en Buzi y Nhamatanda en los sitios de reasentamiento donde se alojaban las personas desplazadas por el ciclón Idai fueron destruidas y 82 escuelas fueron destruidas y 87 dañadas, afectando a 22.910 alumnos, según el INGC. En la provincia de Manica, 345 personas (69 familias) resultaron afectadas y 68 casas y refugios provisionales y 13 aulas fueron destruidas, mientras que 11 unidades de salud resultaron dañadas.

### En otras partes

#### Madagascar
Madagascar emitió con anticipación una alerta verde sobre las regiones de Sava y Analanjirofo y los distritos de Toamasina. Chalane tocó tierra en el distrito de Fenoarivo Atsinanana a fines del 26 de diciembre, con ráfagas de viento máximas de entre 40 y 50 km/h (25-31 mph). Chalane golpeó Madagascar con lluvias muy fuertes, con Toamasina registrando 351 mm de lluvia en 24 horas el 27 de diciembre y Maintirano en la región noroeste de Melaky registró 131 mm de lluvia al día siguiente. Los vientos racheados dañaron los postes de servicios públicos y se informó de algunas inundaciones. Sin embargo, el daño fue muy limitado en Madagascar.

#### Zimbabue
El servicio meteorológico de Zimbabue emitió alertas por inundaciones, inundaciones repentinas, ráfagas repentinas de agua, deslizamientos de tierra o deslizamientos de tierra, vientos destructivos y colapso de cabañas debido a la humedad excesiva el 30 de diciembre cuando la depresión tropical Chalane atravesaba el país. Cuando se implementaron las advertencias de tormenta tropical, las reaperturas de las escuelas se retrasaron aún más por el clima inhibidor producido por Chalane y un aumento en los casos de COVID-19. El gobierno instaló refugios en áreas propensas a inundaciones. Cuando Chalane finalmente hizo impacto en la noche del 30 de diciembre como depresión tropical, se sintieron fuertes lluvias y ráfagas de fuertes vientos en Chimanimani East en la provincia de Manicaland, con algunos techos de casas volados, así como interrupciones de la red eléctrica y celular. Se han informado daños menores a algunas instituciones, incluido el Hospital Chimanimani, la Escuela Ndima y una iglesia local. Más de 600 personas llegaron a los centros de evacuación en el distrito de Chimanimani, muchas de las cuales, según los informes, ya han comenzado a regresar a sus hogares, mientras que más de 100 familias de refugiados en el campo de refugiados de Tongogara en el distrito de Chipinge se trasladaron temporalmente a terrenos más altos.

#### Namibia
Los remanentes de Chalane y un sistema de baja presión provocaron fuertes lluvias y tormentas eléctricas en todo el país el 2 de enero. La parte centro norte del país informó lluvias totales de hasta 150 mm (5,9 pulgadas). Al menos 70 mm (2,75 pulgadas) de lluvia cayeron en el área de Gobabis.